# Agenzia ebraica
L'Agenzia ebraica per Israele (הסוכנות היהודית לארץ ישראל, HaSochnut HaYehudit L'Eretz Yisra'el) o Sochnut (agenzia) o JAFI (dall'acronimo inglese Jewish Agency for Israel), è un'organizzazione israeliana che sostiene l'ebraicità di Israele e opera a tal fine in stretto collegamento con la United Jewish Communities (UJC) in Nord America e con Keren Hayesod (United Israel Appeal) in tutto il mondo.

## Nascita
Organizzazione sionista, fu originariamente istituita nel 1923 per rappresentare la comunità ebraica in Palestina nell'epoca precedente il governo mandatario. Ricevuto il riconoscimento ufficiale per le sue attività nel 1929, l'Agenzia ebraica fu incaricata di facilitare l'immigrazione ebraica in Palestina, dell'acquisto di terre dai proprietari arabi e di pianificare le politiche generali della leadership sionista. Durante il periodo mandatario, l'Agenzia ebraica per la Palestina fu un'organizzazione quasi-governativa che si prese cura delle necessità amministrative della comunità ebraica. La sua leadership fu eletta da ebrei di tutto il mondo, su una base proporzionale rispetto alla consistenza numerica delle loro comunità.
Costruì scuole e ospedali, oltre a formare l'Haganah che divenne il nucleo delle forze armate regolari israeliane dopo il 1948. Le autorità britanniche proposero di dar vita a un'Agenzia araba con fini simili, ma l'idea fu respinta dai leader arabi.
L'Agenzia ebraica fu fatta oggetto di rappresaglie da parte delle truppe britanniche nel 1946 nell'Operazione Agatha, in risposta alla Notte dei Ponti di dieci giorni prima. Nella Notte dei Ponti del 16 giugno 1946, il Palmach, la forza d'attacco della Haganah, fece saltare e distrusse contemporaneamente dieci ponti di acciaio vicini al confine o ai porti: ponti che erano strategici per i collegamenti terrestri dell'esercito britannico tra il Mandato e il mondo esterno, ovvero tra gli Inglesi e i Paesi arabi.  Il quartier generale dell'agenzia a Gerusalemme fu bombardato ai primi del 1948 dalle forze che riconoscevano come propria guida, non solo morale, il Gran Muftī Hajji Muhammad Amin al-Husayni, con grande perdita di vite umane. Durante l'assedio seguente l'agenzia decise di trasferire i propri uffici a Tel Aviv.

## L'Agenzia ebraica e lo Stato d'Israele
Il 14 maggio 1948, l'Agenzia ebraica per la Palestina, sotto la guida del suo leader David Ben Gurion, divenne il governo provvisorio dello Stato d'Israele.
A seguito della costituzione di un governo stabile, l'agenzia fu rinominata Agenzia ebraica per Israele, occupandosi di facilitare lo sviluppo economico del Paese e l'accoglienza e l'inserimento sociale degli immigrati ebrei da tutto il mondo.
Dopo la guerra dei sei giorni nel 1967, è stata istituita una nuova divisione all'interno dell'agenzia perché si occupasse delle attività dei coloni israeliani insediatisi nella Cisgiordania e nella striscia di Gaza palestinesi, come pure nelle alture del Golan siriane.

## Presidenti
- Frederick Hermann Kisch (1923-31)
- Haim Arlosoroff (1931-33)
- Arthur Ruppin (1933-35)
- David Ben-Gurion (1935-48)
- Berl Locker (1948-56)
- Zalman Shazar (1956-61)
- Moshe Sharett (1961-65)
- Louis Arie Pincus (1965-74)
- Pinhas Sapir (1974-75)
- Yosef Almogi (1976-78)
- Arieh Dulzin (1974; 1978-87)
- Simha Dinitz (1987-94)
- Avraham Burg (1995-99)
- Sallai Meridor (1999-2005), diventato poi ambasciatore negli Stati Uniti d'America
- Ze'ev Bielski (2005-2009)
- Natan Sharansky[1] (2009-2018)
- Isaac Herzog (2018-2021), lascia perché eletto presidente d'Israele[2]
- Yaakov Hagoel, facente funzioni (2021 - 9 luglio 2022)
- Doron Almog (10 luglio 2022 - in carica)[3]

Il direttore generale dal dicembre 2018 è Amira Ahronoviz.